# Sněmovna národů Federálního shromáždění
Sněmovna národů Federálního shromáždění (SN) byla jednou ze dvou rovnoprávných komor parlamentu ČSSR a ČSFR Federálního shromáždění v letech 1969–1992. SN reprezentovala zásady přijaté v rámci federalizace Československa, kdy zde byly rovnoměrně zastoupeny obě nové republiky, 150 křesel, které sněmovna měla, byly obsazovány přímou volbou z České republiky a Slovenské republiky po 75 poslancích. Funkční období končilo spolu se Sněmovnou lidu (tedy až na výjimky na začátku a konci fungování sněmovny) po pěti letech. SN byla usnášeníschopná při účasti nadpoloviční většiny poslanců.

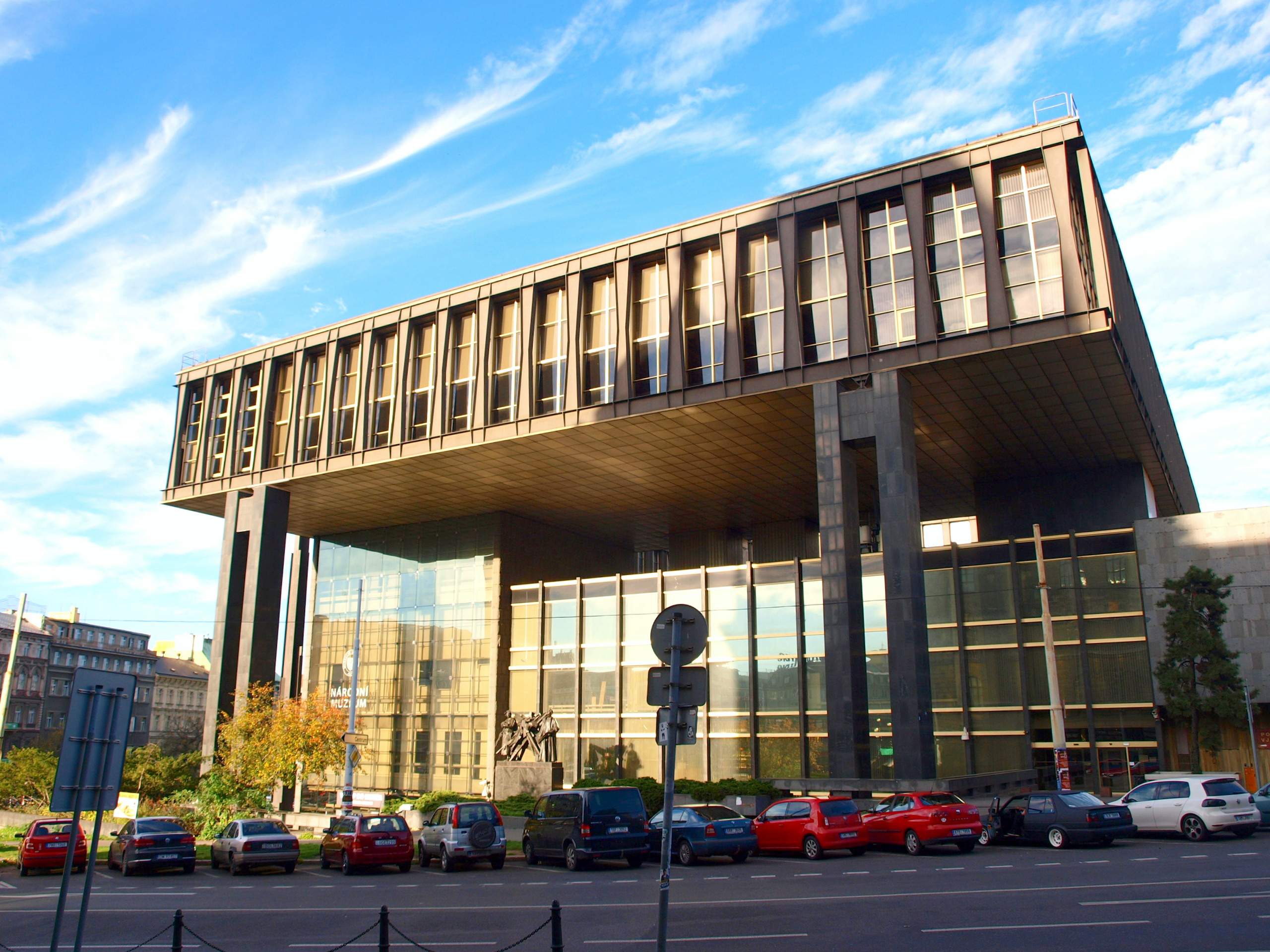
Budova bývalého Federálního shromáždění, v současnosti slouží jako nová budova Národního muzea

## Funkční období
- 1969–1971: předseda Dalibor Hanes (1969), Vojtech Mihálik[1]
- 1971–1976: předseda Dalibor Hanes[2]
- 1976–1981: předseda Dalibor Hanes[3]
- 1981–1986: předseda Dalibor Hanes[4]
- 1986–1990: kooptace 1989–1990, předseda Dalibor Hanes (1986–1987), Ján Janík (1987–1989), Anton Blažej (1989), Jozef Stank[5]
- 1990–1992: předseda Milan Šútovec[6]
- 1992: předseda Roman Zelenay[7]